# 経済法科大学
経済法科大学（けいざいほうかだいがく）は、経済学部と法学部のみを設置する大学の呼称のひとつ。経法大（けいほうだい）と略されることもある。
経済学と法学は同じ社会科学に分類され、大学によっては経済学と法学を1つの学部で扱う法経学部を設置するなど密接な関係にある。経済法科大学は2つの学部を持つため単科大学ではなく総合大学に分類されることがあるが、人文科学や自然科学を専攻する学部を持つ総合大学のように規模は大きくない。
日本において「経済法科大学」を名乗る大学は、過去に存在したものも含めて2つだけである。

## 日本の経済法科大学

### 現存するもの
- 大阪経済法科大学

### かつて存在したもの
- 秋田経済法科大学（現：ノースアジア大学）